# Iglesia de Safara

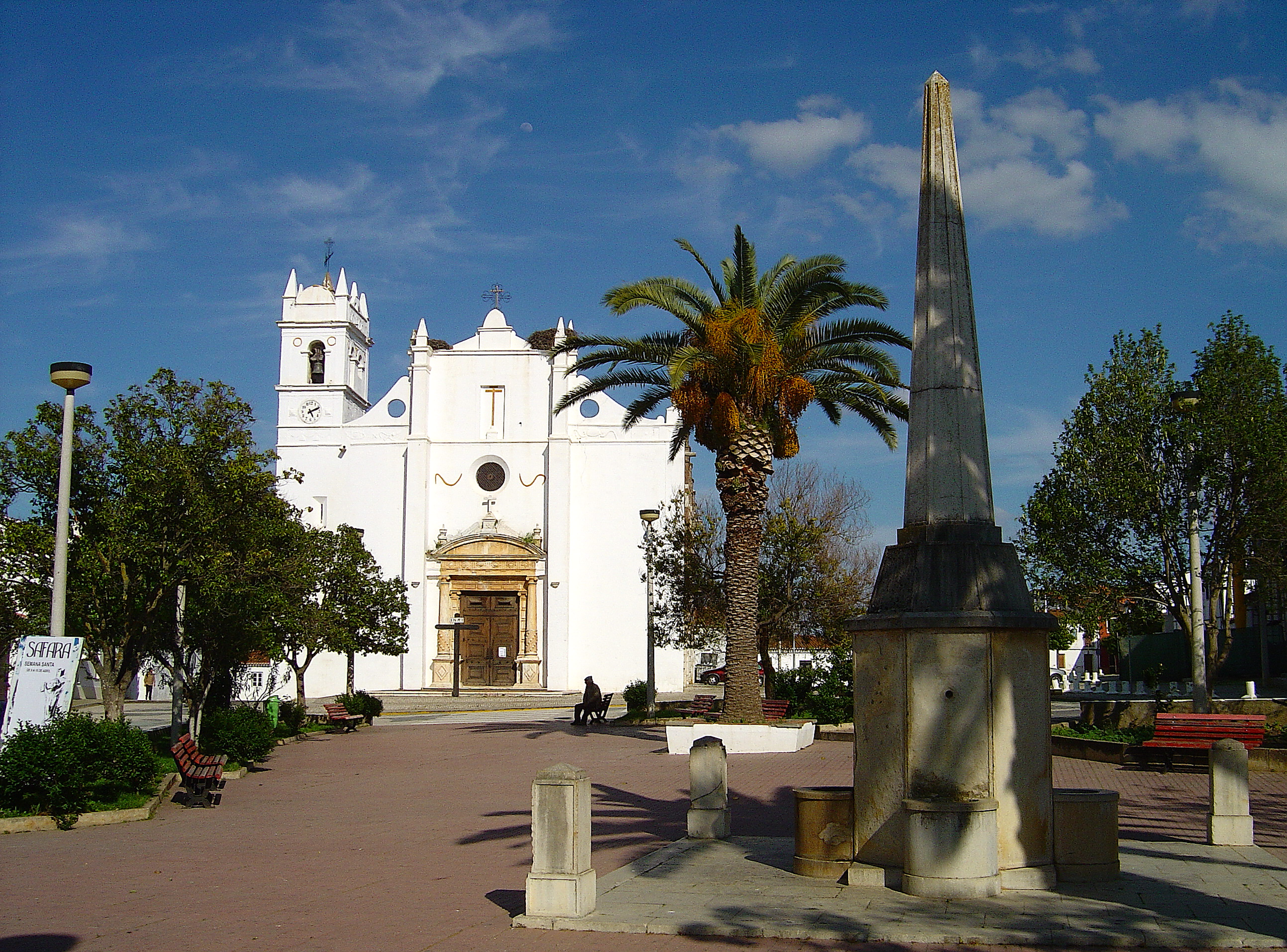
Fachada.

La iglesia de Safara es un templo católico y una sede parroquial situada en Safara (Beja, sur de Portugal), dedicado a Nuestra Señora de la Asunción (en portugués, Nossa Senhora da Assunção). Se construyó en torno a 1500, aunque no se concluyó del todo hasta 1602. A pesar de que el proyecto original coincide con el reinado de Manuel I de Portugal, tan sólo las columnas que soportan las cubiertas se corresponden con el estilo manuelino. Actualmente hay una solicitud en trámite para su declaración como monumento.
Posee tres naves que suman 13 metros de anchura y 27 de longitud, cuyas columnas soportan arcos góticos. A ambos lados de la entrada principal hay sendas columnas de orden compuesto, hechas en mármol al igual que el tímpano.